# Tiassalé (underprefektur)
Tiassalé är en underprefektur i Elfenbenskusten. Den ligger i departementet med samma namn, i den södra delen av landet, 100 km sydost om huvudstaden Yamoussoukro.